# Ferrovia di Fairbourne
La ferrovia di Fairbourne (in inglese Fairbourne Railway, in gallese Rheilffordd y Friog; conosciuta un tempo come Fairbourne & Barmouth Steam Railway) è una ferrovia a scartamento ridotto del Galles nord-occidentale, che collega la località di Fairbourne con Perhyn Point (nei pressi di Barmouth), nel parco nazionale di Snowdonia (contea di Gwynedd). Inaugurata nel 1895 e ripristinata nel 1947, è l'unica ferrovia a scartamento ridotto con locomotive a vapore del Galles a scorrere interamente lungo la costa.

## Storia

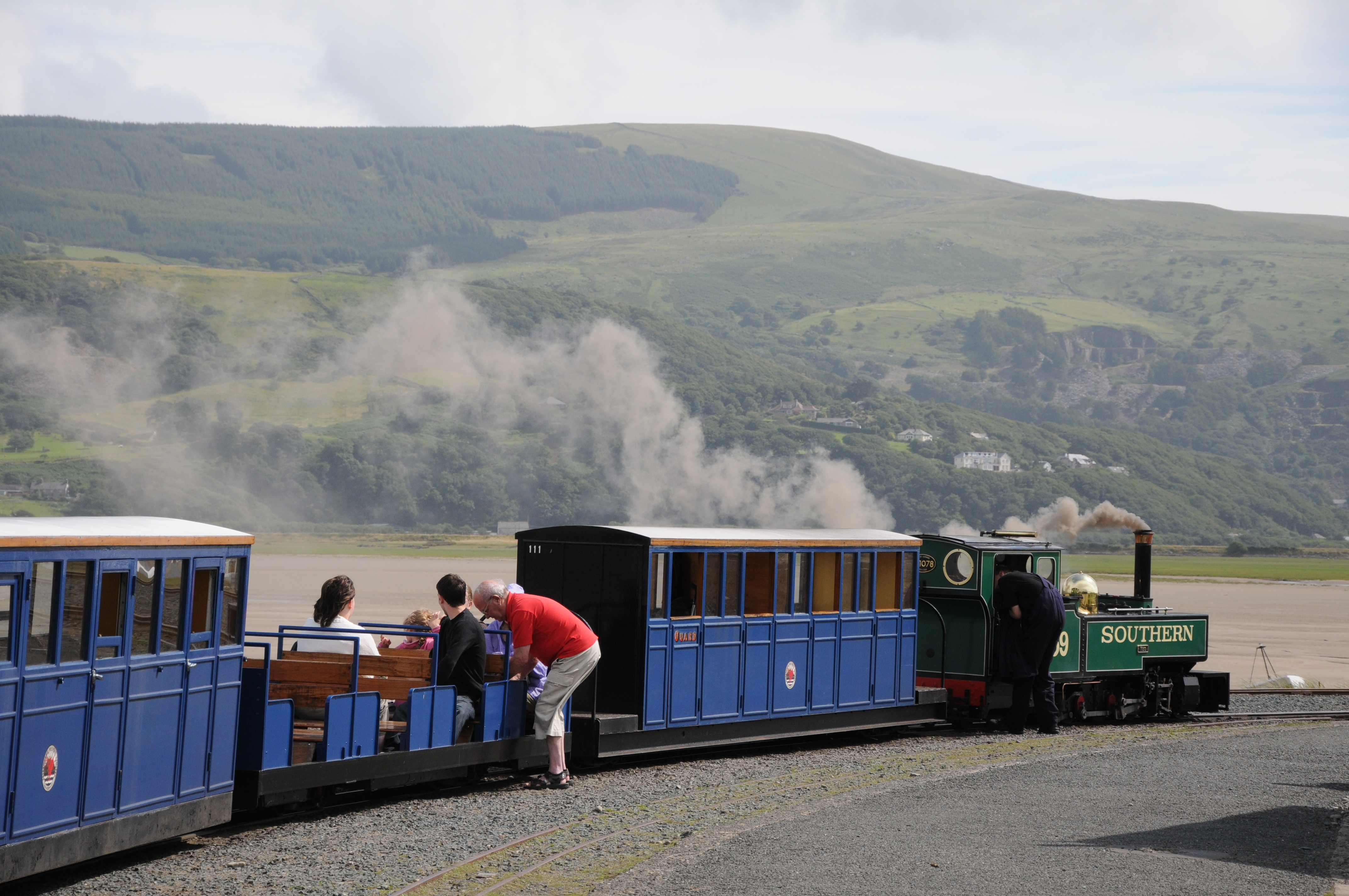
Un convoglio della ferrovia di Fairbourne

La ferrovia fu realizzata nel 1895 per permettere il trasporto dei materiali necessari alla costruzione del villaggio di Fairbourne.
Inizialmente la ferrovia aveva uno scartamento di 2 piedi, ma nel 1916 lo scartamento fu portato a 15 pollici, divenendo così un precursore per tutte le altre ferrovie a scartamento ridotto di queste dimensioni nel Regno Unito.
La ferrovia originaria fu chiusa nel 1940.
Fu però riaperta nel 1947 grazie all'intervento di un consorzio di uomini d'affari delle Midlands.
Nel 1990 la ferrovia fu messa in vendita e fu acquistata nell'aprile del 1995 da Tony Atkinson da Melton assieme alle rispettive consorti.

## Percorso
La ferrovia, che parte da Fairbourne, corre in direzione nord per circa 4 km. I treni giungono sino a Perhyn Point, dove salpano i traghetti che attraversano il fiume Mawddach per raggiungere Barmouth.
|  |

## Materiale rotabile

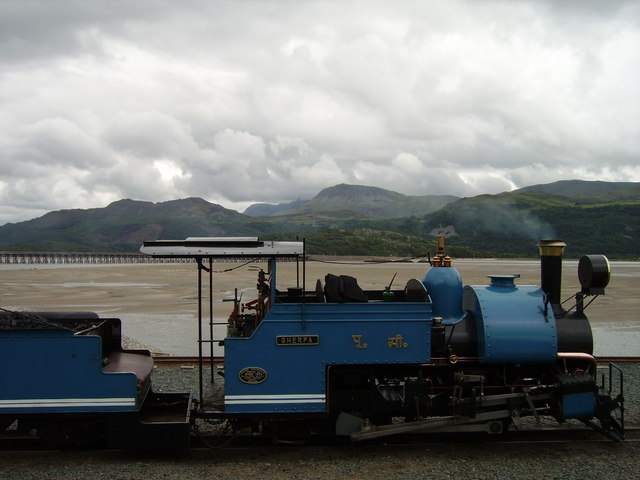
La locomotiva Sherpa

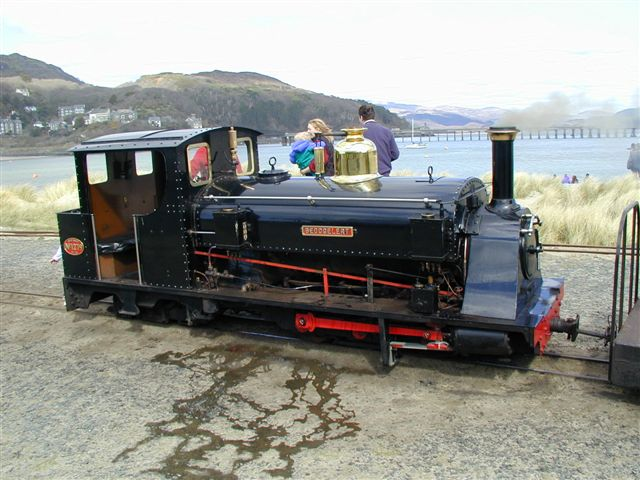
La locomotiva Beddgelert

Il servizio è garantito da 6 storiche locomotive, chiamate Sherpa, Yeo, Beddgelert, Russell, Gwril e Lilian Walter.

### Sherpa
La locomotiva Sherpa fu costruita nel 1978 dalla Miner Engineering di Chester.
In origine si chiamava France, in quanto doveva servire una ferrovia in Bretagna.

### Yeo
La locomotiva Yeo fu costruita nel 1978 su progetto di David Curwen.

### Beddgelert
La locomotiva Beddgelert fu costruita nel 1979/1980 su progetto di David Curwen.

### Russell
La locomotiva Russell è il frutto operato nel 1985 alla locomotiva Kitson, che era stata realizzata nel 1978 dalla Milner Engineering per la Leek & Manifold Railway.

### Gwril
La locomotiva Gwril fu costruita nel 1994 dalla ditta Hunslet di Leeds.

### Lilian Walter
La locomotiva Lilian Walter fu realizzata nel 1985 a Fairbourne: è il frutto della ricostruzione della locomotiva Silvia, risalente al 1961 e realizzata dalla Guest Engineering.